# Jiangyinstadion
Het Jiangyinstadion is een multifunctioneel stadion in Jiangyin, een stad in China. Het stadion maakt deel uit van een groter sportcomplex.
Het stadion wordt vooral gebruikt voor voetbalwedstrijden. Het werd gebruikt voor wedstrijden op het Aziatisch kampioenschap voetbal onder 23 van 2018. Er werden 6 groepswedstrijden en een kwartfinale gespeeld.
In het stadion is plaats voor 30.161 toeschouwers. Het stadion werd geopend in 2010.